# Mistrzostwa Świata w Kolarstwie Górskim 2011
22. Mistrzostwa świata w kolarstwie górskim odbyły się w Champéry (Szwajcaria) w dniach 29 sierpnia−4 września 2011.

## Medaliści
| Konkurencja:                     | Złoto:                                                                        | Wynik    | Srebro:                                                                           | Wynik    | Brąz:                                                                                   | Wynik    |
| Cross-country                    |                                                                               |          |                                                                                   |          |                                                                                         |          |
| mężczyźni elite (3 września)     | Jaroslav Kulhavý                                                              | 1:44:30  | Nino Schurter                                                                     | 1:45:17  | Julien Absalon                                                                          | 1:45:56  |
| kobiety elite (3 września)       | Catherine Pendrel                                                             | 1:46:14  | Maja Włoszczowska                                                                 | 1:46:42  | Eva Lechner                                                                             | 1:47:50  |
| mężczyźni do lat 23 (2 września) | Thomas Litscher                                                               | 1:32:30  | Marek Konwa                                                                       | 1:34:12  | Henk Jaap Moorlag                                                                       | 1:34:43  |
| kobiety do lat 23 (1 września)   | Julie Bresset                                                                 | 1:32:49  | Annie Last                                                                        | 1:34:19  | Pauline Ferrand-Prevot                                                                  | 1:38:16  |
| juniorzy (1 września)            | Victor Koretzky                                                               | 1:07:18  | Anton Cooper                                                                      | 1:08:36  | Andrey Fonseca                                                                          | 1:08:37  |
| juniorki (31 sierpnia)           | Linda Indergand                                                               | 0:57:30  | Lena Putz                                                                         | 0:59:54  | Julia Innerhofer                                                                        | 1:01:14  |
| sztafeta mieszana (31 sierpnia)  | Francja · Fabien Canal · Victor Koretzky · Julie Bresset · Maxime Marotte     | 0:54:04  | Szwajcaria · Thomas Litscher · Lars Forster · Nathalie Schneitter · Nino Schurter | 0:54:45  | Włochy · Gerhard Kerschbaumer · Lorenzo Samparisi · Eva Lechner · Marco Aurelio Fontana | 0:54:59  |
| Zjazd                            |                                                                               |          |                                                                                   |          |                                                                                         |          |
| mężczyźni elite (2 września)     | Danny Hart                                                                    | 3:41.989 | Damien Spagnolo                                                                   | + 11.699 | Samuel Blenkinsop                                                                       | + 12.993 |
| kobiety elite (2 września)       | Emmeline Ragot                                                                | 4:54.012 | Rachel Atherton                                                                   | + 15.291 | Claire Buchar                                                                           | + 27.953 |
| juniorzy (2 września)            | Troy Brosnan                                                                  | 3:51.503 | David Trummer                                                                     | + 12.188 | Guillaume Cauvin                                                                        | + 19.294 |
| juniorki (2 września)            | Manon Carpenter                                                               | 3:51.503 | Agnes Delest                                                                      | + 12.188 | Lauren Rosser                                                                           | + 19.294 |
| Four cross                       |                                                                               |          |                                                                                   |          |                                                                                         |          |
| mężczyźni (1−2 września)         | Michal Prokop                                                                 |          | Roger Rinderknecht                                                                |          | Joost Wichman                                                                           |          |
| kobiety (1−2 września)           | Anneke Beerten                                                                |          | Fionn Griffiths                                                                   |          | Céline Gros                                                                             |          |
| Trial                            |                                                                               |          |                                                                                   |          |                                                                                         |          |
| mężczyźni 26" (4 września)       | Gilles Coustellier                                                            | 22 pkt   | Kenny Belaey                                                                      | 30 pkt   | Vincent Hermance                                                                        | 30 pkt   |
| mężczyźni 20" (1−3 września)     | Benito Jose Ros                                                               | 16 pkt   | Abel Mustieles                                                                    | 19 pkt   | Gilles Coustellier                                                                      | 38 pkt   |
| kobiety (2 września)             | Karin Moor                                                                    | 9 pkt    | Gemma Abant Condal                                                                | 35 pkt   | Meireia Abant Condal                                                                    | 41 pkt   |
| juniorzy 26" (4 września)        | Marius Merger                                                                 | 36 pkt   | Yann Dunant                                                                       | 43 pkt   | Robin Fix                                                                               | 44 pkt   |
| juniorzy 20" (1−3 września)      | Raphael Pils                                                                  | 23 pkt   | Marius Merger                                                                     | 24 pkt   | David Hoffmann                                                                          | 32 pkt   |
| drużynowo (4 września)           | Francja · Marius Merger · Gilles Coustellier · Yann Dunant · Vincent Hermance | 465 pkt  | Niemcy · Raphael Pils · Matthias Mrohs · Romina Fix · Robin Fix · Hannes Herrmann | 444 pkt  | Szwajcaria · Lucien Leiser · Loris Braun · Karin Moor · David Bonzon · Jérome Chapuis   | 434 pkt  |

## Tabela medalowa
| Miejsce | Państwo         | Złoto | Srebro | Brąz | Razem |
| ------- | --------------- | ----- | ------ | ---- | ----- |
| 1       | Francja         | 6     | 4      | 6    | 16    |
| 2       | Szwajcaria      | 3     | 3      | 0    | 6     |
| 3       | Wielka Brytania | 2     | 3      | 0    | 5     |
| 4       | Czechy          | 2     | 0      | 0    | 2     |
| 5       | Hiszpania       | 1     | 2      | 1    | 4     |
| 6       | Niemcy          | 1     | 1      | 2    | 4     |
| 7       | Holandia        | 1     | 0      | 2    | 3     |
|         | Kanada          | 1     | 0      | 2    | 3     |
| 9       | Australia       | 1     | 0      | 0    | 1     |
| 10      | Polska          | 0     | 2      | 0    | 2     |
| 11      | Nowa Zelandia   | 0     | 1      | 1    | 2     |
| 12      | Austria         | 0     | 1      | 0    | 1     |
|         | Belgia          | 0     | 1      | 0    | 1     |
| 14      | Włochy          | 0     | 0      | 3    | 3     |
| 15      | Kostaryka       | 0     | 0      | 1    | 1     |
| Razem   | Razem           | 19    | 19     | 19   | 57    |